# 47 (関ジャニ∞)
- 関ジャニ∞
  - SUPER EIGHTのライブ一覧 > 全国47都道府県 完全制覇!! 関ジャニ∞ えっ!ホンマ!?ビックリ!! TOUR 2007
  - KJ2 ズッコケ大脱走 > 全国47都道府県 完全制覇!! 関ジャニ∞ えっ!ホンマ!?ビックリ!! TOUR 2007
  - KJ2 ズッコケ大脱走 > 47 (関ジャニ∞)

『47』（フォーティーセブン）は、2007年12月12日にインペリアルレコードから発売された関ジャニ∞の4枚目のライブDVD。本作にも収録されたライブツアーは『全国47都道府県 完全制覇!! 関ジャニ∞ えっ!ホンマ!?ビックリ!! TOUR 2007』（ぜんこくよんじゅうななとどうふけん かんぜんせいは かんジャニエイト えっ ホンマ ビックリ ツアー 2007）のタイトルで、同年5月3日から9月30日にかけて開催された。ジャニーズ事務所に所属するアーティストで史上初となる47都道府県ツアーである。

## 概要

### ライブツアー
- 本ツアーは、2ndアルバム『KJ2 ズッコケ大脱走』を引っ提げ、2007年5月3日から同年9月30日にかけて全国47か所・計113公演で約5か月間（150日間[13]）にわたって開催された、ジャニーズ事務所（当時）に所属するアーティストで史上初となる47都道府県ツアーである[14][16][17][18][19][13][15]。
  - なお、錦戸いわく、企画当初の開催会場は47都道府県ではなく40か所程度だったが、メンバーがその話を聞くとすぐに「どうせなら47か所やろう」と口を揃えて提案したため、今回の47都道府県ツアーが実現したという[20]。
  - また、発表当初は同年9月22日までの計111公演で約65万6000人を動員するツアーの予定だったが[21][22]、最終会場の沖縄公演を2公演追加し[23][24][25]、最終的に同年9月30日までの計113公演で約67万人を動員したツアーとなった[26][13]。
- 本ツアーの開催は、京セラドーム大阪で開催された自身初となるドーム公演『関ジャニ∞ えイトっ!ホンマ!?ビックリ!! ドームコンサート in OSAKA』の最終日（2007年2月25日開催）にて、6thシングル『ズッコケ男道』が発売されることと共に発表された[27][14][28][29][30][16]。
  - なお、発表時の開催会場は、5月に横浜アリーナ（神奈川県）、8月に東京ドーム（東京都）のほか、時期未定で三重県文化会館（三重県）、長良川国際会議場（岐阜県）、愛知県体育館（愛知県）、大阪城ホール（大阪府）のみ発表され、残りの会場は後日発表となっていた[27][14][16][注 4]。
  - その後、同年3月8日に本ツアーの開催会場などの詳細が発表された[21][18]。
- 本ツアーはホール、アリーナ、ドームと様々な規模の会場となり、東京ドーム（東京都）の1公演の収容人数は5万5000人であることに対し、東京エレクトロン韮崎文化ホール（山梨県）の1公演の収容人数は1000人である[21][31][22][20]。
- 本ツアーは、学生が夏休みに入る期間までは週末や祝日を中心に、夏休みの期間中はほぼ連日、ツアー全体を通してほぼ毎公演で1日2公演のライブが開催された[18][32][33]。
  - また、本ツアーでの最長連続公演日数は7日間（8月9日 - 15日）で、計13公演開催された[34]。
- 本ツアーでは、前述のアルバム『KJ2 ズッコケ大脱走』に収録された楽曲を中心に、シングル曲やバンド曲、各メンバーのソロコーナー、コントコーナー『関ジャニ戦隊∞レンジャー』、アコースティックセッションなど、幅広い楽曲がされた[35][36]。
  - なお、前述の通り会場の規模が異なるため、各会場の規模に合わせた演出やセットリストを準備し、公演ごとに変更しながら対応していた[32][37]。
    - 会場の規模に合わせた機材、ステージ、演出が複数パターン用意されたため、ツアーの資材運搬用の12トントラックも5台体制で行われた[32][注 5]。
    - ツアートラックはメンバーで色やデザインなどのアイデアを出し合ったといい、黒や青のカラフルな車体に日本地図とツアー日程がデザインされている[38][15]。

  - さらに、本ツアーの千秋楽である沖縄コンベンションセンター公演（2007年9月30日開催）では、新曲「イッツ マイ ソウル」が初披露された[19][26][13][39]。
- 東京公演（2007年8月4日・5日開催）の会場は東京ドームであり、同会場でのワンマンライブは自身初である[27][14][28][24][25][40]。
  - 東京ドーム公演の最終日（同年8月5日開催）のWアンコールでは、同公演を見学に来ていた元メンバーの内博貴をサプライズでステージに上げ、約2年ぶりに8人の姿をファンに披露した[41][42]。
    - 内が関ジャニ∞のライブに出演するのは2004年12月開催の『関ジャニ∞ X'masパーティー2004』以来約2年8か月ぶりであり[41]、観客の前で8人が揃うのも内が肺気胸のために途中降板した2005年5月の舞台『Hey! Say! DREAM BOY』[43]以来約2年3か月ぶりとなった[41]。

  - Wアンコールでは、内が活動自粛中に7人体制で発売された楽曲「関風ファイティング」を内も加えた8人で披露した[41]。
  - 内が登場した場面は映像作品には収録されていないが、本ツアーの模様を収めたライブ写真集には掲載された[42]。
- 本ツアーの最終会場は沖縄・沖縄コンベンションセンターであり、ジャニーズ事務所のアーティストが沖縄県でライブを開催するのは、SMAP以来、約11年ぶりである[29][16][19][13][39]。
- 2007年11月22日には、本ツアーの密着ドキュメント写真集『関ジャニ∞「えっ!ホンマ!?ビックリ!! TOUR 2007」密着ドキュメント写真集』が角川グループパブリッシングから2冊組で発売された[44][45][32][46][47]。
  - 自身初の写真集の発売であり、ツアー期間中の有料公式モバイルサイト『Johnny's web』での公式ブログ『関ジャニ戦隊∞レンジャー』を掲載しているなど、初の携帯サイト連動型写真集となっている[46]。
  - 掲載写真は1500点以上となり、ライブステージのみならず、バックステージにも完全密着したほか、各地で撮り下ろしの撮影も行っている[46]。
  - さらに、ツアー中のMCや千秋楽公演終了後に行われた各メンバーそれぞれのロングインタビューなども掲載されている[46]。

### 映像作品
- 前作『Heat up!』から約1年3か月ぶりのリリース。
- 本作は初回限定盤、通常盤の2形態で発売。
- 本作には、2007年8月5日に開催された、自身初となる東京ドーム公演の2日目の模様を収録[12][1][11][注 1]。
- 各形態には特典DVDを付属。
  - 初回限定盤には、「全国47都道府県完全制覇! DOCUMENTARY」と題した47都道府県全ての会場でのメイキング映像に加え、ボーナストラックとして「∞レンジャー ガチンコ入れ替え 沖縄篇」と題した千秋楽の沖縄コンベンションセンター公演で披露されたコント『関ジャニ戦隊∞レンジャー』のメンバー全員の役柄を入れ替えたスペシャルバージョン[48][49]の模様を収録[12][1]。
- 通常盤には、「∞レンジャー 寝起きドッキリ大作戦!」と題し、関ジャニ∞が∞レンジャーに扮してツアー中に行っていた寝起きドッキリの企画映像を収録[24][12][1][11]。
  - 寝起きドッキリの模様は東京ドームでも流されたという[50][11]。
- 本作の発売は、東京ドーム公演の初日（2007年8月4日開催）に発表された[24][40]。
- 本作は、発売から約1年の累計で約28.2万枚を売り上げ、2008年度のオリコンチャート「オリコン年間 ミュージックDVDランキング」にて「作品別売上枚数」「作品別売上金額」「アーティスト別売上金額」、「オリコン年間 DVDランキング」にて「作品別売上金額」のそれぞれで年間1位を獲得した[6][7][8][51]。

## 公演日程
| 年     | 月  | 日   | 開演時間 | 会場                                           |
| ------ | --- | ---- | -------- | ---------------------------------------------- |
| 2007年 | 5月 | 3日  | 13:00    | 横浜アリーナ（神奈川県）                       |
| 2007年 | 5月 | 3日  | 17:30    | 横浜アリーナ（神奈川県）                       |
| 2007年 | 5月 | 4日  | 13:00    | 横浜アリーナ（神奈川県）                       |
| 2007年 | 5月 | 4日  | 17:30    | 横浜アリーナ（神奈川県）                       |
| 2007年 | 5月 | 5日  | 13:00    | 横浜アリーナ（神奈川県）                       |
| 2007年 | 5月 | 5日  | 17:30    | 横浜アリーナ（神奈川県）                       |
| 2007年 | 5月 | 6日  | 12:00    | 横浜アリーナ（神奈川県）                       |
| 2007年 | 5月 | 6日  | 16:30    | 横浜アリーナ（神奈川県）                       |
| 2007年 | 5月 | 13日 | 13:00    | 滋賀県立芸術劇場 びわ湖ホール（滋賀県）        |
| 2007年 | 5月 | 13日 | 16:30    | 滋賀県立芸術劇場 びわ湖ホール（滋賀県）        |
| 2007年 | 5月 | 19日 | 14:00    | 三重県文化会館（三重県）                       |
| 2007年 | 5月 | 19日 | 17:30    | 三重県文化会館（三重県）                       |
| 2007年 | 5月 | 20日 | 13:00    | なら100年会館（奈良県）                        |
| 2007年 | 5月 | 20日 | 16:30    | なら100年会館（奈良県）                        |
| 2007年 | 5月 | 26日 | 14:00    | iichikoグランシアタ（大分県）                  |
| 2007年 | 5月 | 26日 | 17:30    | iichikoグランシアタ（大分県）                  |
| 2007年 | 5月 | 27日 | 12:00    | 長崎ブリックホール（長崎県）                   |
| 2007年 | 5月 | 27日 | 15:30    | 長崎ブリックホール（長崎県）                   |
| 2007年 | 6月 | 2日  | 11:00    | 朱鷺メッセ新潟コンベンションセンター（新潟県） |
| 2007年 | 6月 | 2日  | 15:30    | 朱鷺メッセ新潟コンベンションセンター（新潟県） |
| 2007年 | 6月 | 9日  | 14:00    | 和歌山県民文化会館（和歌山県）                 |
| 2007年 | 6月 | 9日  | 17:30    | 和歌山県民文化会館（和歌山県）                 |
| 2007年 | 6月 | 10日 | 14:00    | 神戸国際会館（兵庫県）                         |
| 2007年 | 6月 | 10日 | 17:30    | 神戸国際会館（兵庫県）                         |
| 2007年 | 6月 | 23日 | 13:00    | サンドーム福井（福井県）                       |
| 2007年 | 6月 | 23日 | 17:30    | サンドーム福井（福井県）                       |
| 2007年 | 6月 | 24日 | 14:00    | 京都会館 第一ホール（京都府）                  |
| 2007年 | 6月 | 24日 | 17:30    | 京都会館 第一ホール（京都府）                  |
| 2007年 | 6月 | 30日 | 17:30    | ホットハウススーパーアリーナ（宮城県）         |
| 2007年 | 7月 | 1日  | 11:00    | ホットハウススーパーアリーナ（宮城県）         |
| 2007年 | 7月 | 1日  | 15:30    | ホットハウススーパーアリーナ（宮城県）         |
| 2007年 | 7月 | 7日  | 14:00    | 銚子市青少年文化会館（千葉県）                 |
| 2007年 | 7月 | 7日  | 17:30    | 銚子市青少年文化会館（千葉県）                 |
| 2007年 | 7月 | 8日  | 13:00    | 日立市民会館（茨城県）                         |
| 2007年 | 7月 | 8日  | 16:30    | 日立市民会館（茨城県）                         |
| 2007年 | 7月 | 14日 | 14:00    | 川越市市民会館（埼玉県）                       |
| 2007年 | 7月 | 14日 | 17:30    | 川越市市民会館（埼玉県）                       |
| 2007年 | 7月 | 15日 | 13:00    | 東京エレクトロン韮崎文化ホール（山梨県）       |
| 2007年 | 7月 | 15日 | 16:30    | 東京エレクトロン韮崎文化ホール（山梨県）       |
| 2007年 | 7月 | 20日 | 14:30    | 倉敷市民会館（岡山県）                         |
| 2007年 | 7月 | 20日 | 18:00    | 倉敷市民会館（岡山県）                         |
| 2007年 | 7月 | 21日 | 17:30    | 広島グリーンアリーナ（広島県）                 |
| 2007年 | 7月 | 22日 | 12:00    | 広島グリーンアリーナ（広島県）                 |
| 2007年 | 7月 | 22日 | 16:30    | 広島グリーンアリーナ（広島県）                 |
| 2007年 | 7月 | 24日 | 14:00    | 金沢市観光会館（石川県）                       |
| 2007年 | 7月 | 24日 | 17:30    | 金沢市観光会館（石川県）                       |
| 2007年 | 7月 | 25日 | 14:00    | 高岡市民会館（富山県）                         |
| 2007年 | 7月 | 25日 | 17:30    | 高岡市民会館（富山県）                         |
| 2007年 | 7月 | 27日 | 13:00    | エコパアリーナ（静岡県）                       |
| 2007年 | 7月 | 27日 | 17:30    | エコパアリーナ（静岡県）                       |
| 2007年 | 7月 | 29日 | 13:00    | 長良川国際会議場 メインホール（岐阜県）        |
| 2007年 | 7月 | 29日 | 16:30    | 長良川国際会議場 メインホール（岐阜県）        |
| 2007年 | 7月 | 30日 | 13:00    | 愛知県体育館（愛知県）                         |
| 2007年 | 7月 | 30日 | 17:30    | 愛知県体育館（愛知県）                         |
| 2007年 | 7月 | 31日 | 13:00    | 愛知県体育館（愛知県）                         |
| 2007年 | 7月 | 31日 | 17:30    | 愛知県体育館（愛知県）                         |
| 2007年 | 8月 | 1日  | 14:00    | 鳴門市文化会館（徳島県）                       |
| 2007年 | 8月 | 1日  | 17:30    | 鳴門市文化会館（徳島県）                       |
| 2007年 | 8月 | 2日  | 11:30    | 香川県県民ホール グランドホール（香川県）      |
| 2007年 | 8月 | 2日  | 15:00    | 香川県県民ホール グランドホール（香川県）      |
| 2007年 | 8月 | 4日  | 18:00    | 東京ドーム（東京都）                           |
| 2007年 | 8月 | 5日  | 18:00    | 東京ドーム（東京都）                           |
| 2007年 | 8月 | 7日  | 11:00    | ビッグハット（長野県）                         |
| 2007年 | 8月 | 7日  | 15:30    | ビッグハット（長野県）                         |
| 2007年 | 8月 | 9日  | 14:00    | 松山市民会館 大ホール（愛媛県）                |
| 2007年 | 8月 | 9日  | 17:30    | 松山市民会館 大ホール（愛媛県）                |
| 2007年 | 8月 | 10日 | 12:00    | 高知県立県民文化ホール（高知県）               |
| 2007年 | 8月 | 10日 | 15:30    | 高知県立県民文化ホール（高知県）               |
| 2007年 | 8月 | 11日 | 17:30    | 北海道立総合体育センター（北海道）             |
| 2007年 | 8月 | 12日 | 12:00    | 北海道立総合体育センター（北海道）             |
| 2007年 | 8月 | 12日 | 16:30    | 北海道立総合体育センター（北海道）             |
| 2007年 | 8月 | 13日 | 14:00    | 宮崎市民文化ホール（宮崎県）                   |
| 2007年 | 8月 | 13日 | 17:30    | 宮崎市民文化ホール（宮崎県）                   |
| 2007年 | 8月 | 14日 | 14:00    | 熊本市民会館（熊本県）                         |
| 2007年 | 8月 | 14日 | 17:30    | 熊本市民会館（熊本県）                         |
| 2007年 | 8月 | 15日 | 13:00    | 佐賀市文化会館（佐賀県）                       |
| 2007年 | 8月 | 15日 | 16:30    | 佐賀市文化会館（佐賀県）                       |
| 2007年 | 8月 | 17日 | 14:00    | 八戸市公会堂（青森県）                         |
| 2007年 | 8月 | 17日 | 17:30    | 八戸市公会堂（青森県）                         |
| 2007年 | 8月 | 18日 | 14:00    | 岩手県民会館（岩手県）                         |
| 2007年 | 8月 | 18日 | 17:30    | 岩手県民会館（岩手県）                         |
| 2007年 | 8月 | 19日 | 14:00    | 山形県県民会館（山形県）                       |
| 2007年 | 8月 | 19日 | 17:30    | 山形県県民会館（山形県）                       |
| 2007年 | 8月 | 20日 | 14:00    | 福島県文化センター 大ホール（福島県）          |
| 2007年 | 8月 | 20日 | 17:30    | 福島県文化センター 大ホール（福島県）          |
| 2007年 | 8月 | 21日 | 14:00    | 秋田県民会館（秋田県）                         |
| 2007年 | 8月 | 21日 | 17:30    | 秋田県民会館（秋田県）                         |
| 2007年 | 8月 | 23日 | 14:00    | 鳥取県立県民文化会館 梨花ホール（鳥取県）      |
| 2007年 | 8月 | 23日 | 17:30    | 鳥取県立県民文化会館 梨花ホール（鳥取県）      |
| 2007年 | 8月 | 24日 | 14:00    | 島根県民会館（島根県）                         |
| 2007年 | 8月 | 24日 | 17:30    | 島根県民会館（島根県）                         |
| 2007年 | 8月 | 25日 | 12:30    | 周南市文化会館（山口県）                       |
| 2007年 | 8月 | 25日 | 16:00    | 周南市文化会館（山口県）                       |
| 2007年 | 8月 | 27日 | 14:00    | 栃木市文化会館（栃木県）                       |
| 2007年 | 8月 | 27日 | 17:30    | 栃木市文化会館（栃木県）                       |
| 2007年 | 8月 | 28日 | 14:00    | 群馬音楽センター（群馬県）                     |
| 2007年 | 8月 | 28日 | 17:30    | 群馬音楽センター（群馬県）                     |
| 2007年 | 8月 | 30日 | 13:00    | 大阪城ホール（大阪府）                         |
| 2007年 | 8月 | 30日 | 17:30    | 大阪城ホール（大阪府）                         |
| 2007年 | 8月 | 31日 | 13:00    | 大阪城ホール（大阪府）                         |
| 2007年 | 8月 | 31日 | 17:30    | 大阪城ホール（大阪府）                         |
| 2007年 | 9月 | 1日  | 13:00    | 大阪城ホール（大阪府）                         |
| 2007年 | 9月 | 1日  | 17:30    | 大阪城ホール（大阪府）                         |
| 2007年 | 9月 | 2日  | 12:00    | 大阪城ホール（大阪府）                         |
| 2007年 | 9月 | 2日  | 16:30    | 大阪城ホール（大阪府）                         |
| 2007年 | 9月 | 16日 | 14:00    | 鹿児島市民文化ホール 第一ホール（鹿児島県）    |
| 2007年 | 9月 | 16日 | 17:30    | 鹿児島市民文化ホール 第一ホール（鹿児島県）    |
| 2007年 | 9月 | 17日 | 13:00    | マリンメッセ福岡（福岡県）                     |
| 2007年 | 9月 | 17日 | 17:30    | マリンメッセ福岡（福岡県）                     |
| 2007年 | 9月 | 22日 | 14:00    | 沖縄コンベンションセンター 劇場（沖縄県）      |
| 2007年 | 9月 | 22日 | 17:30    | 沖縄コンベンションセンター 劇場（沖縄県）      |
| 2007年 | 9月 | 29日 | 18:00    | 沖縄コンベンションセンター 展示場（沖縄県）    |
| 2007年 | 9月 | 30日 | 12:00    | 沖縄コンベンションセンター 展示場（沖縄県）    |

## 販売形態
- 発売日：2007年12月12日
  - 初回限定盤（TECI-8804~8807：4DVD）
    - 特殊パッケージ仕様

  - 通常盤（TECI-8808~8810：3DVD）
    - カラー12ページブックレット封入
    - 特殊パッケージ仕様
- 発売日：2015年7月1日
  - 通常盤：再発売（JABA-5211~5513：3DVD）
    - 特殊パッケージ仕様
    - 自身の所属レコード会社を『テイチクエンタテインメント』から『INFINITY RECORDS』へ移籍したため、INFINITY RECORDSより再発売。

## チャート成績
- オリコンチャート
  - 2007年12月11日付の「オリコンデイリー DVDランキング」で初登場1位を獲得した[2]。
  - 初週20.8万枚を売り上げ、2007年12月24日付の「オリコン週間 DVDランキング」で週間1位を獲得した[3]。
    - 2007年に発売されたミュージックDVDで初めて初動売上が20万枚を突破した[3]。
    - 本作発売時点の自身のライブ映像作品の中で歴代最高の初動売上を記録した[3]。

  - 初週20.8万枚を売り上げ、2007年12月24日付の「オリコン週間 ミュージックDVDランキング」で週間1位を獲得した[4]。
  - 累計274,171枚を売り上げ、2008年度の「オリコン上半期 ミュージックDVDランキング」で上半期1位を獲得した[5]。
  - 累計274,171枚を売り上げ、2008年度の「オリコン上半期 DVDランキング」で上半期3位を獲得した[5]。
  - 累計282,041枚を売り上げ、2008年度の「オリコン年間 ミュージックDVDランキング」で年間1位を獲得した[6][7][8][51]。

  - 累計282,041枚を売り上げ、2008年度の「オリコン年間 DVDランキング」で年間4位を獲得した[8]。

### 年間チャート1位
前述の通り、累計282,041枚を売り上げ、2008年度の「オリコン年間 ミュージックDVDランキング」で年間1位を獲得した。同チャートはもちろん、関ジャニ∞として各年間チャートで1位を獲得することは今回が初である。
「作品別売上枚数」（累計282,041枚）のほか、「作品別売上金額」や「アーティスト別売上金額」（共に約19.7億円）でも年間1位を獲得し、2008年度のミュージックDVD3冠を達成した。
さらに、DVD全体で集計する総合部門の「作品別売上金額」でも年間1位を獲得した。アニメや映画を抑えて音楽DVDが同チャートで年間1位を獲得することは本作が初である。
これらの年間1位獲得を受け、村上信五と錦戸亮が東京・六本木にあるオリコン本社に表敬訪問を行った。

## セットリスト

### 基本パターン
- 出典[37]を参照。
- 基本的にホール公演やアリーナ公演ではソロ曲のコーナーを公演ごとに「Solo A」の4曲と「Solo B」の4曲で分割して披露したが、神奈川・横浜アリーナ公演と東京・東京ドーム公演のみ、1公演で全員がソロ曲を披露した[37][注 8]。
- 「ありがとう。」と「エネルギー」、「サムライブルース」と「Heavenly Psycho」、「愛に向かって」と「強情にGO!」は、基本的には公演ごとにどちらかの楽曲が披露された[37][注 9]。
- 東京ドーム公演では、当時最新アルバムだった『KJ2 ズッコケ大脱走』から「地元の王様」「Great Escape 〜大脱走〜」「Speedy Wonder」のメドレーが追加された[37]。
- すばるBANDでは「Down up↑」のほかに「ONE」を披露していた公演もあり、沖縄・沖縄コンベンションセンター公演（2007年9月29日公演のみ）ではMONGOL800の「小さな恋のうた」が披露された[37]。

| M                                                         | 曲名                                         | 曲名                                         |
| --------------------------------------------------------- | -------------------------------------------- | -------------------------------------------- |
| 1                                                         | ズッコケ男道                                 | ズッコケ男道                                 |
| 2                                                         | 関風ファイティング                           | 関風ファイティング                           |
| 3                                                         | 好きやねん、大阪。                           | 好きやねん、大阪。                           |
| 4                                                         | Explosion                                    | Explosion                                    |
| 5                                                         | ミセテクレ                                   | ミセテクレ                                   |
| 6                                                         | Eden                                         | Eden                                         |
| Solo A                                                    | Solo A                                       | Solo B                                       |
| 7                                                         | stereo（錦戸）                               | Down up↑（すばるBAND）                       |
| 8                                                         | Forward（村上）                              | WONDER BOY（横山）                           |
| 9                                                         | まもりたい（大倉）                           | わたし鏡（安田）                             |
| ∞レンジャー 〜恋の予感!? 揺れ動く､愛と友情の狭間で…の巻〜 |                                              |                                              |
| 10                                                        | ∞レンジャー（エイトレンジャー）              | ∞レンジャー（エイトレンジャー）              |
| 11                                                        | 恋はブギウギロマンチック（エイトレンジャー） | 恋はブギウギロマンチック（エイトレンジャー） |
| 12                                                        | この星が輝く理由（レッドレンジャー）         | この星が輝く理由（レッドレンジャー）         |
| 13                                                        | ありがとう。（エイトレンジャー）             | エネルギー（エイトレンジャー）               |
| 14                                                        | ∞SAKAおばちゃんROCK                          | ∞SAKAおばちゃんROCK                          |
| MC                                                        |                                              |                                              |
| 15                                                        | いつか、また…。（アコースティックver.）      | いつか、また…。（アコースティックver.）      |
| Solo A                                                    | Solo A                                       | Solo B                                       |
| 16                                                        | 琉我（渋谷）                                 | MAGIC WORD 〜僕なりの…〜（丸山）             |
| 17                                                        | 悲しい恋                                     | 悲しい恋                                     |
| 18                                                        | 大阪レイニーブルース                         | 大阪レイニーブルース                         |
| 19                                                        | 二人の涙雨                                   | 二人の涙雨                                   |
| 20                                                        | 大阪ロマネスク                               | 大阪ロマネスク                               |
| 21                                                        | サムライブルース（錦戸）                     | Heavenly Psycho（錦戸）                      |
| 22                                                        | Do you agree?                                | Do you agree?                                |
| 23                                                        | 愛に向かって                                 | 強情にGO!                                    |
| 24                                                        | さよならはいつも                             | さよならはいつも                             |
| アンコール                                                |                                              |                                              |
| EN1                                                       | 無限大                                       | 無限大                                       |
| EN2                                                       | ズッコケ男道                                 | ズッコケ男道                                 |

### 横浜アリーナ公演（2007年5月3日）
※出典を参照。
1. ズッコケ男道
2. 関風ファイティング
3. 好きやねん、大阪。
4. Explosion
5. ミセテクレ
6. Eden
7. stereo / 錦戸亮（バックバンド：丸山隆平・安田章大・大倉忠義）
8. Forward / 村上信五
9. MAGIC WORD 〜僕なりの…〜 / 丸山隆平
10. まもりたい / 大倉忠義
11. 〈∞レンジャー 〜恋の予感!? 揺れ動く､愛と友情の狭間で…の巻〜〉
  1. ∞レンジャー / エイトレンジャー
  2. 恋はブギウギロマンチック / エイトレンジャー
  3. この星が輝く理由 / レッドレンジャー
  4. ありがとう。 / エイトレンジャー
12. ヤジルシ↑
13. ∞SAKAおばちゃんROCK

〈MC〉
1. いつか、また…。（アコースティックver.）
2. わたし鏡 / 安田章大
3. WONDER BOY / 横山裕
4. 琉我 / 渋谷すばる

〈Jr.メドレー〉
1. 大阪レイニーブルース
2. 二人の涙雨
3. 大阪ロマネスク
4. サムライブルース / 錦戸亮（弾き語り）
5. Down up↑ / すばるBAND
6. Do you agree?
7. 強情にGO!
8. 愛に向かって
9. さよならはいつも

〈アンコール〉
1. 無限大
2. ズッコケ男道

### 東京ドーム公演（2007年8月5日）
- 本作の収録公演。
- 本作に収録されてはいないが、Wアンコールに元メンバーの内博貴がサプライズで登場し、8人で「関風ファイティング」が披露された[25]。

1. ズッコケ男道
2. 関風ファイティング
3. 好きやねん、大阪。
4. Explosion
5. ミセテクレ
6. Eden
7. stereo / 錦戸亮（バックバンド：丸山隆平・安田章大・大倉忠義）
8. Forward / 村上信五
9. MAGIC WORD 〜僕なりの…〜 / 丸山隆平
10. まもりたい / 大倉忠義
11. 〈アルバムメドレー〉
  1. 地元の王様
  2. Great Escape 〜大脱走〜
  3. Speedy Wonder
12. 〈∞レンジャー 〜恋の予感!? 揺れ動く､愛と友情の狭間で…の巻〜〉
  1. ∞レンジャー / エイトレンジャー
  2. 恋はブギウギロマンチック / エイトレンジャー
  3. この星が輝く理由 / レッドレンジャー
  4. ありがとう。 / エイトレンジャー
13. エネルギー
14. ∞SAKAおばちゃんROCK

〈MC〉
1. 琉我 / 渋谷すばる
2. わたし鏡 / 安田章大
3. fantastic music! / 横山裕
4. 悲しい恋
5. 大阪レイニーブルース
6. 二人の涙雨
7. 大阪ロマネスク
8. Heavenly Psycho / 錦戸亮（弾き語り）
9. Do you agree?
10. 強情にGO!
11. 愛に向かって
12. さよならはいつも

〈アンコール〉
1. 無限大
2. ズッコケ男道

〈Wアンコール〉
1. 関風ファイティング[注 13]

### ビッグハット公演（2007年8月7日）
※出典を参照。
1. ズッコケ男道
2. 関風ファイティング
3. 好きやねん、大阪。
4. Explosion
5. ミセテクレ
6. Eden
7. Down up↑ / すばるBAND
8. WONDER BOY / 横山裕
9. わたし鏡 / 安田章大
10. 〈∞レンジャー 〜恋の予感!? 揺れ動く､愛と友情の狭間で…の巻〜〉
  1. ∞レンジャー / エイトレンジャー
  2. 恋はブギウギロマンチック / エイトレンジャー
  3. この星が輝く理由 / レッドレンジャー
  4. ありがとう。 / エイトレンジャー
11. ∞SAKAおばちゃんROCK

〈MC〉
1. いつか、また…。（アコースティックver.）
2. MAGIC WORD 〜僕なりの…〜 / 丸山隆平
3. 悲しい恋
4. 大阪レイニーブルース
5. 二人の涙雨
6. 大阪ロマネスク
7. Heavenly Psycho / 錦戸亮（弾き語り）
8. Do you agree?
9. 強情にGO!
10. さよならはいつも

〈アンコール〉
1. 無限大
2. ズッコケ男道

〈Wアンコール〉
1. 関風ファイティング

### 沖縄コンベンションセンター公演（2007年9月30日）
※出典を参照。
1. ズッコケ男道
2. 関風ファイティング
3. 好きやねん、大阪。
4. Explosion
5. ミセテクレ
6. Eden
7. stereo / 錦戸亮（バックバンド：丸山隆平・安田章大・大倉忠義）
8. Forward / 村上信五
9. まもりたい / 大倉忠義
10. 〈∞レンジャー 〜恋の予感!? 揺れ動く､愛と友情の狭間で…の巻〜[注 14]〉
  1. ∞レンジャー / エイトレンジャー
  2. 恋はブギウギロマンチック / エイトレンジャー
  3. この星が輝く理由 / グリーンレンジャー[48]。
  4. エネルギー / エイトレンジャー
11. ∞SAKAおばちゃんROCK
12. イッツ マイ ソウル

〈MC〉
1. 島人ぬ宝（アコースティックver.）
2. 琉我 / 渋谷すばる
3. 悲しい恋
4. 大阪レイニーブルース
5. 二人の涙雨
6. 大阪ロマネスク
7. Heavenly Psycho[注 15]
8. Do you agree?
9. 強情にGO!
10. さよならはいつも

〈アンコール〉
1. 無限大
2. ズッコケ男道

〈Wアンコール〉
1. イッツ マイ ソウル

〈トリプルアンコール〉
1. 関風ファイティング

## 収録内容

### 本編映像
- M-23「ONE」を除き、東京ドーム公演の2日目の模様を収録。
- 各DVD盤は、Disc 1にM-1~14、Disc 2にM-15以降を収録。

1. ズッコケ男道
2. 関風ファイティング
3. 好きやねん、大阪。
4. Explosion
5. ミセテクレ
6. Eden
7. stereo / 錦戸亮（バックバンド：丸山隆平・安田章大・大倉忠義）
8. Forward / 村上信五
9. MAGIC WORD 〜僕なりの…〜 / 丸山隆平
10. まもりたい / 大倉忠義
11. アルバムメドレー
  1. 地元の王様
  2. Great Escape 〜大脱走〜
  3. Speedy Wonder
12. 〈∞レンジャー 〜恋の予感!? 揺れ動く､愛と友情の狭間で…の巻〜〉
  1. ∞レンジャー / エイトレンジャー
  2. 恋はブギウギロマンチック / エイトレンジャー
  3. この星が輝く理由 / レッドレンジャー
  4. ありがとう。 / エイトレンジャー
13. エネルギー
14. ∞SAKAおばちゃんROCK
15. 琉我 / 渋谷すばる
16. わたし鏡 / 安田章大
17. fantastic music! / 横山裕
18. 悲しい恋
19. 大阪レイニーブルース
20. 二人の涙雨
21. 大阪ロマネスク
22. Heavenly Psycho / 錦戸亮（弾き語り）
23. ONE[注 16] / すばるBAND
24. Do you agree?
25. 強情にGO!
26. 愛に向かって
27. さよならはいつも

〈アンコール〉
1. 無限大
2. ズッコケ男道

〈エンドロール〉
- イッツ マイ ソウル "47" Remix

### 特典DVD

#### 初回限定盤
| #         | タイトル                                                   | 作詞  | 作曲・編曲 |
| --------- | ---------------------------------------------------------- | ----- | ---------- |
| 1.        | 「横浜アリーナ」(神奈川県 / 5月3日 - 6日)                  |       |            |
| 2.        | 「滋賀県立芸術劇場 びわ湖ホール」(5月13日)                 |       |            |
| 3.        | 「三重県文化会館」(三重県 / 5月19日)                       |       |            |
| 4.        | 「なら100年会館」(奈良県 / 5月20日)                        |       |            |
| 5.        | 「iichikoグランシアタ」(大分県 / 5月26日)                  |       |            |
| 6.        | 「長崎ブリックホール」(長崎県 / 5月27日)                   |       |            |
| 7.        | 「朱鷺メッセ」(新潟県 / 6月2日)                            |       |            |
| 8.        | 「和歌山県民文化会館」(和歌山県 / 6月9日)                  |       |            |
| 9.        | 「神戸国際会館」(兵庫県 / 6月10日)                         |       |            |
| 10.       | 「サンドーム福井」(福井県 / 6月23日)                       |       |            |
| 11.       | 「京都会館」(京都府 / 6月24日)                             |       |            |
| 12.       | 「ホットハウススーパーアリーナ」(宮城県 / 6月30日・7月1日) |       |            |
| 13.       | 「銚子市青少年文化会館」(千葉県 / 7月7日)                  |       |            |
| 14.       | 「日立市民会館」(茨城県 / 7月8日)                          |       |            |
| 15.       | 「川越市市民会館」(埼玉県 / 7月14日)                       |       |            |
| 16.       | 「東京エレクトロン韮崎文化ホール」(山梨県 / 7月15日)       |       |            |
| 17.       | 「倉敷市民会館」(岡山県 / 7月20日)                         |       |            |
| 18.       | 「広島グリーンアリーナ」(広島県 / 7月21日・22日)           |       |            |
| 19.       | 「金沢市観光会館」(石川県 / 7月24日)                       |       |            |
| 20.       | 「高岡市民会館」(富山県 / 7月25日)                         |       |            |
| 21.       | 「エコパアリーナ」(静岡県 / 7月27日)                       |       |            |
| 22.       | 「長良川国際会議場」(岐阜県 / 7月29日)                     |       |            |
| 23.       | 「愛知県体育館」(愛知県 / 7月30日・31日)                   |       |            |
| 24.       | 「鳴門市文化会館」(徳島県 / 8月1日)                        |       |            |
| 25.       | 「香川県県民ホール」(香川県 / 8月2日)                      |       |            |
| 合計時間: | 合計時間:                                                  | 52:20 |            |

| #         | タイトル                                                     | 作詞  | 作曲・編曲 |
| --------- | ------------------------------------------------------------ | ----- | ---------- |
| 1.        | 「東京ドーム」(東京都 / 8月4日・5日)                         |       |            |
| 2.        | 「ビッグハット」(長野県 / 8月7日)                            |       |            |
| 3.        | 「松山市民会館」(愛媛県 / 8月9日)                            |       |            |
| 4.        | 「高知県立県民文化ホール」(高知県 / 8月10日)                 |       |            |
| 5.        | 「北海道立総合体育センター」(北海道 / 8月11日・12日)         |       |            |
| 6.        | 「宮崎市民文化ホール」(宮崎県 / 8月13日)                     |       |            |
| 7.        | 「熊本市民会館」(熊本県 / 8月14日)                           |       |            |
| 8.        | 「佐賀市文化会館」(佐賀県 / 8月15日)                         |       |            |
| 9.        | 「八戸市公会堂」(青森県 / 8月17日)                           |       |            |
| 10.       | 「岩手県民会館」(岩手県 / 8月18日)                           |       |            |
| 11.       | 「山形県県民会館」(岩手県 / 8月19日)                         |       |            |
| 12.       | 「福島県文化センター」(福島県 / 8月20日)                     |       |            |
| 13.       | 「秋田県民会館」(秋田県 / 8月21日)                           |       |            |
| 14.       | 「鳥取県立県民文化会館」(鳥取県 / 8月23日)                   |       |            |
| 15.       | 「島根県民会館」(島根県 / 8月24日)                           |       |            |
| 16.       | 「周南市文化会館」(山口県 / 8月25日)                         |       |            |
| 17.       | 「栃木市文化会館」(栃木県 / 8月27日)                         |       |            |
| 18.       | 「群馬音楽センター」(群馬県 / 8月28日)                       |       |            |
| 19.       | 「大阪城ホール」(大阪府 / 8月30日 - 9月2日)                  |       |            |
| 20.       | 「鹿児島市民文化ホール」(鹿児島県 / 9月16日)                 |       |            |
| 21.       | 「マリンメッセ福岡」(福岡県 / 9月17日)                       |       |            |
| 22.       | 「沖縄コンベンションセンター」(沖縄県 / 9月22日・29日・30日) |       |            |
| 合計時間: | 合計時間:                                                    | 53:20 |            |

| #         | タイトル                                | 作詞  | 作曲・編曲 | 時間  |
| --------- | --------------------------------------- | ----- | ---------- | ----- |
| 23.       | 「∞レンジャー ガチンコ入れ替え 沖縄篇」 |       |            | 21:59 |
| 合計時間: | 合計時間:                               | 21:59 |            |       |

#### 通常盤
| #         | タイトル                         | 作詞  | 作曲・編曲 | 時間 |
| --------- | -------------------------------- | ----- | ---------- | ---- |
| 1.        | 「グリーンレンジャーの巻」       |       |            | 4:29 |
| 2.        | 「オレンジレンジャーの巻」       |       |            | 5:34 |
| 3.        | 「イエローレンジャーの巻」       |       |            | 5:39 |
| 4.        | 「なすレンジャーの巻（其の壱）」 |       |            | 8:03 |
| 5.        | 「ブルーレンジャーの巻」         |       |            | 9:29 |
| 6.        | 「なすレンジャーの巻（其の弐）」 |       |            | 9:54 |
| 7.        | 「レッドレンジャーの巻」         |       |            | 5:27 |
| 8.        | 「ブラックレンジャーの巻」       |       |            | 6:47 |
| 合計時間: | 合計時間:                        | 55:22 |            |      |

## 演出
神奈川・横浜アリーナ公演（2007年5月3日 - 6日開催）では、グループ名にもある「∞」の字を描くように、通路状のステージでアリーナ席を囲んだセットとなっていた。
オープニングでは、『警察24時』のような夜の映像が流れると同時に、犯人を追う警察無線のような音声でメンバーの名前がアナウンスされていき、サイレンが鳴り響く中、メンバーが全員特攻服を着用して登場し、各メンバーカラーにカラーリングされたポケットバイクで「∞」型のステージを縦横無尽に逃げ回り、外周をひと回りしてから中央のステージに集合し、暴走族風のポーズを決め、ライブがスタートした。
特攻服は、メンバー全員共通の「漢邪仁榮斗降臨」（かんじゃにえいとこうりん：関ジャニ∞降臨）という刺繍のほか、横山は「絵にならぬ 美しすぎて 死ぬことも 愛することも」、渋谷は「健康第一」、村上は「友永遠不滅」、丸山は「天下無双」、安田は「汝の幸せは我幸せ」、錦戸は「世界平和」、大倉は「愛羅武勇♡」など、各メンバーそれぞれの刺繍も施されている。この文字はメンバーがそれぞれ自分たちで考案してものであり、。
横浜アリーナ公演では、前半はシングル曲から始まり、バンドやソロコーナー、コントコーナー『∞レンジャー』と続き、MCを挟んだ後半はアコースティックセッションやソロコーナー、バンドや新曲など、メリハリのある構成で展開された。なお、1曲目から3曲目までをシングル表題曲で続けた理由として、オープニングは観客の記憶に残りやすいため、横山は最初が肝心だと考えており、「オープニングは勢いを大事にしたい」と語っている。一方で、当時の関ジャニ∞のライブではバラードで本編が終わることが多かったといい、これは「ロックナンバーでお客さんのテンションを上げて、最後はエンディングテーマみたいな感じで、しっとり」という意図があるためだという。
1曲目の「ズッコケ男道」では、大サビの歌詞をメンバーが各々の自己紹介に、「ズッコケ男道」の部分を「関ジャニ∞です」と変更して披露された。
「好きやねん、大阪。」では、曲中にて各会場のご当地コールが披露された。
バンド曲の中でも、「Eden」とアコースティックでの楽曲では、7人全員のバンドスタイルで披露された。
横浜アリーナ公演と東京・東京ドーム公演（2007年8月4日・5日開催）では、アルバム『KJ2 ズッコケ大脱走』に収録されているメンバーのソロ曲が前半と後半に分かれて披露された。
錦戸のソロ曲「stereo」では、丸山・安田・大倉がバックバンドとして参加し、安田はコーラスも担当した。なお、同曲はアルバムに収録されている音源と本ツアーで披露したものではアレンジが異なっているという。
本ツアーで披露された村上のソロ曲「Forward」の振付は、当時ジャニーズ事務所に所属していた屋良朝幸が担当した。
横山が脚本を担当する本ツアーのコントコーナー『関ジャニ戦隊∞レンジャー』では、「恋の予感!?揺れ動く､愛と友情の狭間で の巻」と題し、「ブルー（安田）に好きな女性ができ、ブルーが告白して交際を始めるが、その女性には他にも彼氏がおり、それに気付いたブラック（横山）がブルーを止めようと他のメンバーと対立してしまう」という設定から始まるストーリーが展開された。なお、この女性の二股している彼氏役は当時ジャニーズJr.だった森本龍太郎が演じた。
また、三重・三重県文化会館公演（2007年5月19日開催）ではブルー（安田）とグリーン（大倉）、新潟・朱鷺メッセ新潟コンベンションセンター公演（同年6月2日開催）ではイエロー（錦戸）とブルー（安田）、京都・京都会館公演（同年6月24日開催）ではブルー（安田）とオレンジ（丸山）、グリーン（大倉）とブラック（横山）、徳島・鳴門市文化会館公演（同年8月1日開催）ではブラック（横山）とオレンジ（丸山）の役柄をそれぞれ入れ替えたバージョンで披露された。
さらに、千秋楽の沖縄コンベンションセンター公演では、メンバー全員の役柄を入れ替えたスペシャルバージョンが披露された。入れ替わった役は以下の通り。
- ブルー（安田）→オレンジ（丸山）
- ブラック（横山）→イエロー（錦戸）
- レッド（渋谷）→グリーン（大倉）
  - レッドが担当していたソロ曲「この星が輝く理由」もグリーンが披露[48]。
- ナス（村上）→ブルー（安田）
- イエロー（錦戸）→レッド（渋谷）
- グリーン（大倉）→ナス（村上）
- オレンジ（丸山）→ブラック（横山）

『∞レンジャー』では、本筋のストーリーのほかに、横山に名指しされたメンバーが「アドリブで告白フレーズを考える」というコーナーが設けられた。そのほか、宮城・ホットハウススーパーアリーナ公演からは、横山を隊長に見立てた大喜利のような「兵隊コント」のコーナーが設けられた。
『∞レンジャー』の最後に「ありがとう。」が披露された。これは、丸山が「楽しい感じになるのでは」と考え、『∞レンジャー』の最後を希望したという。
横浜アリーナ公演では、「いつか、また…。」がメンバー全員の演奏によるアコースティックバージョンで披露された。また、沖縄・沖縄コンベンションセンター公演（同年9月22日 - 30日開催）では、開催地の沖縄にちなみ、BEGINの「島人ぬ宝」がアコースティックバージョンで披露された。このアコースティックコーナーは、「全国のどんな会場でも楽しめるように」という考えから行われた。
「二人の涙雨」では、マイクスタンドを女性に見立て、腕に抱くようなスタイリッシュな振付となっており、ミラーボールが登場し、レトロな世界観の演出となっていた。
横浜アリーナ公演では「サムライブルース」が、東京ドーム公演や長野県・ビッグハット公演（同年8月7日開催）や山形・山形県県民会館公演（同年8月19日開催）や沖縄コンベンションセンター公演では「Heavenly Psycho」が錦戸による弾き語りで披露された。錦戸による弾き語りコーナーは公演ごとに異なり、同じ会場でも滋賀・滋賀県立芸術劇場 びわ湖ホール公演（同年5月13日開催）などでは昼公演と夜公演で同2曲が交互に披露された。
なお、千秋楽・沖縄コンベンションセンター公演での「Heavenly Psycho」は、錦戸の弾き語りから始まり、途中から関ジャニ∞のバンドスタイルでの演奏へと繋がった。
横浜アリーナ公演では、すばるBANDの新曲「Down up↑」が初披露された。また、同曲は長野・ビッグハット公演でも披露された。なお、同年8月4日公演の東京ドーム公演では同曲ではなく「ONE」が披露された。他の会場でも不定期で「ONE」が披露された公演もあった。
本ツアーで使用された特効の数は、2007年時点の関ジャニ∞のライブの中で最も多いという。
本ツアーの初日である横浜アリーナ公演後には会場の外で記者会見を開き、オープニング衣装である特攻服を着用して登場し、メンバーがデザインした資材運搬用のツアートラックが披露された。
また、東京ドーム公演では、スペシャルゲストとして相葉雅紀（嵐）や生田斗真らが応援に駆けつけた。
東京ドーム公演のアンコールでは、同公演を見学に来ていた元メンバーの内博貴をステージに上げ、約2年ぶりに8人の姿をファンに披露した。
本ツアーの千秋楽である沖縄・沖縄コンベンションセンター公演（2007年9月30日開催）では、新曲「イッツ マイ ソウル」が初披露された。
千秋楽公演では、本編の最後にツアースタッフからメンバーにサプライズとして、エンドロールにライブ開催地をはじめ、関ジャニ∞のメンバーやスタッフ、ジャニーズJr.などツアーに参加した全メンバーの名前が映し出される演出が行われた。さらに、アンコールの終わりには、再びサプライズとして、前面に「ホンマ!? ビックリ!! TOUR 2007 5ヶ月間全113公演の全力疾走お疲れ様でした」、背面に「あなたたちの頑張りが私達に勇気を与えてくれました / 関ジャニ∞最高 / 本当にありがとう」と書かれたTシャツを着用してツアースタッフが登場した。最終的にアンコールは4回繰り返された。

## グッズ
※出典を参照。
| グッズタイトル                                            | 価格    |
| --------------------------------------------------------- | ------- |
| パンフレット                                              | 2,000円 |
| ポスター（第1弾・第2弾、各集合1種・個人7種）              | 各800円 |
| ジャンボうちわ（個人7種）                                 | 各500円 |
| クリアファイル（集合1種・個人7種）                        | 各500円 |
| フラッシングバッジ                                        | 500円   |
| ∞レンジャー KEYカバーセット                               | 1,300円 |
| ちょっと妖艶になれるマジカルバンド                        | 500円   |
| Tシャツ（ご当地アイロンシート1枚付き）                    | 2,500円 |
| ショッピングバッグ                                        | 500円   |
| メモリアルメモBOOK（関ジャニ∞"お祭り気分"ステッカー付き） | 800円   |
| ∞レンジャーカードセット                                   | 1,000円 |
| オリジナルフォトセット（集合1種・個人7種）                | 各600円 |
| オリジナルペンライト                                      | 1,300円 |
| ライブフォトセット（第1弾 - 第14弾）（集合1種・個人7種）  | 各600円 |
| メッセージ入りリーフレット                                | 1,000円 |
| 特製マウスパッド（個人7種）                               | 各600円 |

- 本ツアーのライブTシャツの後ろ側に47都道府県のご当地アイロンシートが貼ることができる仕様になっている[85]。

## CD未収録曲

### 恋はブギウギロマンチック
『恋はブギウギロマンチック』（こいはブギウギロマンチック）は、関ジャニ∞の楽曲。
2025年2月現在、CD未収録である。

#### クレジット（恋はブギウギロマンチック）
- 作詞：白井裕紀
- 作曲：青柳誠
- 作品コード[注 25]：140-7672-1

#### 収録作品（恋はブギウギロマンチック）
ライブ映像
- 本項『47』

### fantastic music!
『fantastic music!』（ファンタスティック ミュージック）は、横山裕の楽曲。
2025年2月現在、CD未収録である。

#### クレジット（fantastic music!）
- 作詞・作曲：磯崎健史
- 作品コード[注 25]：137-0155-0

#### 収録作品（fantastic music!）
ライブ映像
- 本項『47』
- 12thライブDVD/Blu-ray『関ジャニズム LIVE TOUR 2014≫2015』